# NGC 2863
NGC 2863 est une petite galaxie spirale magellanique située dans la constellation de l'Hydre. NGC 2863 a été découverte par l'astronome germano-britannique William Herschel en 1786. Cette galaxie a aussi été observée par l'astronome américain Frank Müller en 1886 et elle a été ajoutée par John Dreyer à son catalogue sous la désignation NGC 2869.

## Caractéristiques
Sa vitesse par rapport au fond diffus cosmologique est de 2 118 ± 24 km/s, ce qui correspond à une distance de Hubble de 31,2 ± 2,2 Mpc (∼102 millions d'al). 